# Cipriano Reyes
Cipriano Reyes (Lincoln, 7 de agosto de 1906-La Plata, 1 de agosto de 2001) fue un dirigente sindical de la industria de la carne y político argentino, fundador del Partido Laborista. Desempeñó un papel influyente en la movilización obrera del 17 de octubre de 1945.

## Biografía
Era hijo de un artista de circo uruguayo. Tenía siete hermanos, y su padre había llegado a la Argentina para trabajar en el circo criollo de los Podestá. Su madre le enseñó a leer, a apreciar el valor de la historia y la poesía. En 1921, a los 14 años se mudó con sus padres a Zárate y trabajó en el frigorífico Armour, donde en 1923 participó en la fundación del primer sindicato de la carne del país, adscribiéndose en la corriente sindicalista revolucionaria. 
Se trasladó a Necochea y a principios de la década de 1940 se radicó en Berisso, donde trabajó como obrero del frigorífico Anglo y reanudó la militancia sindical en un gremio con fuerte presencia comunista. En su biografía, Reyes reconoce que cuando empezó su actividad sindical, los gremios estaban controlados por anarquistas, socialistas y comunistas. Reyes definió su ideología como un socialismo no marxista.
A fines de 1943, lidera el Sindicato Autónomo de la Industria de la Carne, una escisión de la Federación de Obreros de la Industria de la Carne (FOIC) conducido por entonces por el dirigente comunista José Peter, quien el 6 de junio de 1943 había sido detenido por la dictadura militar y enviado junto con otros dirigentes a la cárcel de Neuquén. En octubre, el gobierno clausuró los locales de la FOIC; en febrero, disolvió el sindicato, y en 1945 deportó a Peter a Montevideo.
Durante la llamada Revolución del 43, Reyes fue uno de los sindicalistas que integraron la alianza que un sector del movimiento obrero (Ángel Borlenghi, Juan A. Bramuglia, José Domenech, David Diskin, Alcides Montiel, Lucio Bonilla, Luis Gay, Modesto Orozo, René Stordeur, Aurelio Hernández, Ángel Perelman, etc.) realizaron con un grupo de jóvenes militares, encabezados por los coroneles Juan Perón y Domingo Mercante, que se hizo fuerte en la Secretaría de Trabajo y dio origen al peronismo. En ese rol, Reyes se enfrentó al dirigente comunista José Peter, desplazando finalmente a esa corriente de la conducción de la Federación Obrera de la Industria de la Carne (FOIC). Participó del Día de la Lealtad, una histórica movilización obrera realizada el 17 de octubre de 1945, que obtuvo la liberación de Perón después que este fuera detenido por el propio gobierno de facto al que pertenecía.
Inmediatamente después, Cipriano Reyes, Luis Gay y otros dirigentes sindicales, fundaron el Partido Laborista de Argentina con el fin de apoyar la candidatura de Juan D. Perón en las elecciones presidenciales convocadas por el gobierno militar para el 24 de febrero de 1946. En las elecciones, el aporte del Partido Laborista fue decisivo para el triunfo de Perón. Reyes, entretanto, resultó elegido diputado nacional por la provincia de Buenos Aires.
Luego de las elecciones, y diez días antes de asumir la presidencia de la Nación, Perón dispuso, en un mensaje que fue transmitido por todas las cadenas radiales del país el 23 de mayo de 1946, que se disolvieran el Partido Laborista, la UCR Junta Renovadora y los Centros Cívicos Independientes: serían sustituidos por un partido cuya titularidad Perón asumiría días después. Los miembros de la Junta Renovadora aceptaron la disposición (a pesar de que se les había informado desde la UCR que no participaran), pero Reyes se opuso y pretendió mantener el partido enfrentándose con Perón. «En el 46 me asaltaron el sindicato. Perón quería que todos los gremios dependieran de la CGT y nosotros no aceptamos». 
Los Centros Laboristas de todo el país apoyaron el mantenimiento de la autonomía del partido y reconocieron como únicas autoridades a la Junta Nacional presidida por Luis Gay y a la Junta Provincial presidida por Cipriano Reyes. Los laboristas no se oponían a Perón, sino a que se mutilaran las prácticas democráticas y autónomas del partido.
El 29 y 30 de mayo se realiza la Cuarta Conferencia Nacional, y tras intensos debates, renuncia el Comité Directivo Central para que un Congreso Nacional decidiera la suerte final del partido. Se aprobó la unificación con las demás agrupaciones, con la condición de respetarse una representación acorde a su importancia política y numérica; pero el 17 de junio del mismo año un comunicado de prensa de Perón anunció la disolución definitiva del partido.
El 4 de julio de 1947, Reyes sufrió un atentado, a la salida de su casa: el taxi en el que viajaba fue ametrallado, el chofer Ignacio Fontán murió y Reyes resultó malherido. El 24 y 25 de septiembre de 1948, el gobierno anunció que un grupo comandado por Reyes planeaba asesinar a Perón y a su esposa el 12 de octubre a la salida del Teatro Colón. Reyes fue encarcelado y torturado. Durante su estancia en la cárcel fueron asesinados sus dos hermanos en una esquina de la ciudad de La Plata. Otra versión, según María Bernavitti de Roldán, señala que los hermanos de Reyes murieron en un enfrentamiento con las facciones comunistas de José Peter, en un acto en el Cine Victoria de Berisso. Perón asistió al velorio de los hermanos, donde hablaron María de Roldán y el intendente del Municipio.
Estuvo detenido hasta 1955, cuando fue liberado mediante indulto tras el golpe de Estado que dio inicio a la Revolución Libertadora. Reorganizó en 1957 el Partido Laborista, con una posición opuesta a la dictadura militar y al Peronismo, trató de restablecer la Constitución de 1853/1860 que había sido derogada al sancionarse la Constitución de 1949.

### Muerte
A los 94 años, falleció el 1 de agosto de 2001 en el hospital de agudos General San Martín de La Plata, tras sufrir un paro cardiorrespiratorio.

## Obras
- ¿Qué es el laborismo?: Exposición de las ideas que forman la base ideológica, Buenos Aires, Ediciones R.A., 1946.
- Mi sermón de la llanura. Buenos Aires: Ramos Americana Editora, 1980.
- Yo hice el 17 de octubre. Buenos Aires: Centro Editor de América Latina, 1984.
- Cantos de amor, cantos de lucha. Buenos Aires: Ramos Americana Editora, 1985.
- La farsa del peronismo. Buenos Aires: Sudamericana/Planeta, 1987, ISBN 950-37-0262-3.